# Tancredi (pirofregata)
La Tancredi è stata una pirofregata (successivamente pirocorvetta) della Real Marina del Regno delle Due Sicilie, successivamente acquisita dalla Regia Marina.

## Storia
Appartenente alla classe Ruggiero di quattro unità con scafo in legno e carena rivestita di rame ed armamento velico a brigantino (due alberi a vele quadre), la nave aveva originariamente un armamento di dieci bocche da fuoco di calibri differenti. Con buona superficie velica, bordo alto, buona manovrabilità e scafo snello dalle caratteristiche marine, la fregata era nel complesso una buona unità, difettando però in velocità.
L'equipaggio incaricato di portare la nave dall'Inghilterra in Italia giunse nel luglio 1843, a bordo della fregata Regina. Dopo il completamento, la Tancredi giunse a Napoli il 3 ottobre 1843, entrando immediatamente in servizio.
Nei suoi primi anni la nave trasportò spesso membri della famiglia reale borbonica. Il 18 giugno 1844 la Tancredi trasportò da Napoli a Messina, e da lì a Palermo, Noto, Catania e Siracusa, i re di Napoli, che ricondusse poi a Napoli il 17 luglio. Il 12 maggio 1845 la nave, scortata dalle pirofregate Ercole e Guiscardo, trasportò a Messina, e quindi Siracusa, il re di Napoli Ferdinando II, mentre il 25 ottobre portò da Napoli a Palermo, oltre al re, anche il conte di Trapani ed il conte e la contessa d'Aquila. Due giorni dopo la pirofregata venne visitata dallo Zar delle Russie, e lasciando poi capoluogo siciliano, con a bordo i reali, il 27 novembre. Il 7 maggio 1846 la Tancredi, inquadrata in una divisione navale (cinque pirofregate, una fregata a vela ed altre tre unità) che trasportò a Palermo il I Reggimento della Guardia Reale, portò nel capoluogo siculo i reali di Napoli ed i conti di Trapani e d'Aquila. Tra fine giugno ed inizio luglio 1847 la nave trasportò ancora una volta la famiglia reale, in visita in varie città portuali della Sicilia: Messina, Catania, Siracusa, Trapani ed Agrigento. Ripartita da Palermo il 18 luglio, la nave fece ritorno a Napoli due giorni più tardi.
Sul finire del giugno 1857 la nave venne coinvolta, insieme alla pirofregata Ettore Fieramosca, nella vicenda della spedizione di Carlo Pisacane. Avuta notizia dello sbarco a Sapri degli uomini di Pisacane, le autorità disposero l'imbarco di quattro compagnie del XI Battaglione Cacciatori, agli ordini del maggiore Marulli, sulle due pirofregate, che alle otto di mattina del 29 giugno, agli ordini del retroammiraglio Roberti, salparono quindi da Mola di Gaeta dirette a Sapri: dopo aver fatto tappa a Ventotene e Santo Stefano, Tancredi e Fieramosca intercettarono a dodici miglia da Capri, lo stesso 29 giugno, il piroscafo Cagliari, che aveva trasportato da Genova Pisacane ed i suoi compagni e che, terminato lo sbarco, aveva ripreso il mare. Il Cagliari venne quindi rimorchiato a Sapri, dove le navi borboniche, ivi giunte all'alba del 30 giugno, sbarcarono i reparti del XI Battaglione. Ultimato lo sbarco Fieramosca e Tancredi ripartirono e condussero il Cagliari a Napoli, dove l'intero equipaggio (compresi due macchinisti inglesi) venne imprigionato insieme a sette passeggeri rimasti a bordo perché estranei alla vicenda (successivamente tutti i passeggeri e membri dell'equipaggio vennero liberati, nel novembre 1857, dietro intervento inglese, ed il Cagliari venne restituito all'armatore Raffaele Rubattino).
Nella primavera-estate 1860 la nave venne coinvolta nelle vicende dell'impresa dei Mille. Lo stesso giorno dello sbarco a Marsala, infatti, la pirofregata faceva parte di una squadra (comprensiva anche delle pirofregate a ruote Ettore Fieramosca, Guiscardo e Fulminante) che intercettò i piroscafi Piemonte e Lombardo diretti a Marsala, che tuttavia lasciò proseguire dopo che il comandante della formazione borbonica, Vincenzo Salazar, ebbe trattato con il comandante dei due trasporti. Alcune ore dopo la Tancredi, insieme al piroscafo armato Capri, aprì il fuoco sulle navi garibaldine, ma dovette presto cessare il tiro causa la presenza di due piroscafi britannici, che addussero la scusa di dover attendere il ritorno a bordo di alcuni ufficiali. Dopo la partenza delle due navi inglesi le unità borboniche riaprirono il fuoco, ma lo sbarco non ne fu comunque di molto ostacolato.
Il 24 maggio 1860, durante i combattimenti tra garibaldini e borbonici in Sicilia, la Tancredi, al comando del capitano di vascello Rodriguez, venne inviata in crociera nelle acque di Catania. Mandata poi a Palermo, le fu assegnato il compito di perlustrare le acque tra Milazzo e Castellammare del Golfo, per cercare di catturare il piroscafo britannico Blackwall, proveniente da Genova con 830 volontari, 400.000 franchi, 4000 fucili e parecchie munizioni. Nei giorni successivi al 5 luglio la nave diede infruttuosamente la caccia, insieme ad altre tre unità, alla pirofregata Veloce, passata con i garibaldini e ribattezzata Tukery.
Ad inizio settembre 1860, con la caduta di Napoli, la Tancredi non seguì Ferdinando II a Gaeta ed il 6 settembre, come la quasi totalità della flotta borbonica, passò alla Marina sarda, per la quale entrò in servizio il 17 novembre 1860.
Ad inizio 1861, insieme alle pirofregate Carlo Alberto, Governolo e Fieramosca ed alla cannoniera Veloce, la Tancredi si recò nelle acque di Gaeta, per informare i capi delle forze navali estere là ancorate su un eventuale attacco di quella piazzaforte da parte dei sardi, ma dovette fermarsi alle foci del Volturno per l'opposizione del viceammiraglio francese Barbier de Tinan, avendo poi il compito di scandagliare la foce del Garigliano.

La Tancredi fotografata nell’Arsenale di Napoli intorno al 1862.

Il 19 gennaio 1861 la Tancredi, al comando del capitano di fregata Emanuele Pucci, venne inviata a Gaeta, dove si era rifugiata la famiglia reale borbonica. Il 22 gennaio la nave partecipò al primo attacco contro la piazzaforte: nel corso della giornata le navi italiane, salpate alle 9.30, sparò 4.000 proiettili; gran parte delle unità della flotta, compresa la Tancredi, riportarono dei danni a causa del tiro delle fortezze borboniche, mentre nel cannoneggiamento delle navi italiane venne affondato l'avviso borbonico Etna e gravemente danneggiata la fregata Partenope. La nave rimase nella rada della piazzaforte, con funzioni di blocco navale, sino alla sua caduta, avvenuta il 13 febbraio 1861 a seguito di oltre tre settimane di continui bombardamenti da parte della flotta italiana. Per l'azione di Gaeta vennero decorati di Medaglia d'argento al valor militare due membri dell'equipaggio della Tancredi.
Il 17 marzo 1861, a seguito della costituzione della Regia Marina, la Tancredi venne da questa assorbita al pari delle altre navi borboniche e sarde. Nel corso del medesimo anno la nave venne sottoposta a lavori di manutenzione generale e sostituzione dell'armamento, ridotto a 6 cannoni ad avancarica ed a canna liscia da 160 mm, due dei quali nel 1863 vennero sostituiti con pezzi a canna rigata dello stesso calibro.
Il 14 giugno 1863 l'unità venne declassata a pirocorvetta di II rango a ruote. Vista la sua obsolescenza, fu adibita a compiti secondari.
Nel settembre 1866 la Tancredi venne inviata a Palermo, dov’era scoppiata una violenta insurrezione popolare, e bombardò con le proprie artiglierie le adiacenze del porto, impedendo ai rivoltosi di raggiungere il carcere e liberarne i detenuti.
Unità vetusta, dallo scarso armamento ed ormai dalle ridotte potenzialità belliche, la Tancredi venne posta in riserva il
24 settembre 1867, radiata il 9 febbraio 1868 ed avviata alla demolizione.